# كلية القديسة كاترين
كلية القديسة كاترين (بالإنجليزية: St Catherine's College, Oxford)‏ هي كلية في جامعة أكسفورد، تأسست في 1961، في المملكة المتحدة، وكان مؤسسها هو ألان بولوك.